# China Asian Sevens 2011
China Asian Sevens 2011 – trzecia edycja wchodzącego w skład mistrzostw Azji turnieju China Asian Sevens przeznaczonego dla męskich reprezentacji narodowych w rugby 7. Odbyła się w dniach 27–28 sierpnia 2011 roku na Yuanshen Stadium w Szanghaju będąc pierwszym turniejem sezonu 2011.

## Informacje ogólne
Zawody były pierwszym turniejem sezonu 2011 i wzięło w nich udział dwanaście reprezentacji. Drużyny rywalizowały w pierwszym dniu systemem kołowym podzielone na cztery trzyzespołowe grupy, po czym w drugim dniu osiem najlepszych awansowało do ćwierćfinałów, a pozostała czwórka zmierzyła się w walce o Bowl. W celu ułatwienia kibicom dotarcia na zawody, po dwuletniej obecności na boisku Shanghai Rugby Football Club przeniesiono je na Yuanshen Stadium znajdujący się w pobliżu stacji Yuanshen Tiyuchang linii 6 szanghajskiego metra. Wraz z turniejem męskim odbyły się również towarzyskie zawody żeńskie.
Pomimo porażki w pierwszym dniu w turnieju triumfowali reprezentanci Korei Południowej po dogrywce w finale. Był to dla nich trzeci tytuł z rzędu w tym turnieju, a tytuł MVP zawodów otrzymał ich przedstawiciel, Kim Gwong Min.
Wejściówka na oba dni zawodów kosztowała 100 RMB, dla VIP-ów przygotowano zaś pakiety obejmujące darmowe drinki, lunch i klimatyzowane loże za cenę 1800 RMB za jeden dzień lub 3000 RMB za dwa dni.

## Faza grupowa

### Grupa A
| 27 sierpnia 2011 | Filipiny | 26:7 | Zjednoczone Emiraty Arabskie | Yuanshen Stadium, Szanghaj |
| 27 sierpnia 2011 |          | 26:7 |                              | Yuanshen Stadium, Szanghaj |

| 27 sierpnia 2011 | Korea Południowa | 29:5 | Zjednoczone Emiraty Arabskie | Yuanshen Stadium, Szanghaj |
| 27 sierpnia 2011 |                  | 29:5 |                              | Yuanshen Stadium, Szanghaj |

| 27 sierpnia 2011 | Filipiny | 19:7 | Korea Południowa | Yuanshen Stadium, Szanghaj |
| 27 sierpnia 2011 |          | 19:7 |                  | Yuanshen Stadium, Szanghaj |

### Grupa B
| 27 sierpnia 2011 | Tajlandia | 28:24 | Chińskie Tajpej | Yuanshen Stadium, Szanghaj |
| 27 sierpnia 2011 |           | 28:24 |                 | Yuanshen Stadium, Szanghaj |

| 27 sierpnia 2011 | Japonia | 26:0 | Chińskie Tajpej | Yuanshen Stadium, Szanghaj |
| 27 sierpnia 2011 |         | 26:0 |                 | Yuanshen Stadium, Szanghaj |

| 27 sierpnia 2011 | Japonia | 26:5 | Tajlandia | Yuanshen Stadium, Szanghaj |
| 27 sierpnia 2011 |         | 26:5 |           | Yuanshen Stadium, Szanghaj |

### Grupa C
| 27 sierpnia 2011 | Malezja | 49:0 | Mongolia | Yuanshen Stadium, Szanghaj |
| 27 sierpnia 2011 |         | 49:0 |          | Yuanshen Stadium, Szanghaj |

| 27 sierpnia 2011 | Hongkong | 59:0 | Mongolia | Yuanshen Stadium, Szanghaj |
| 27 sierpnia 2011 |          | 59:0 |          | Yuanshen Stadium, Szanghaj |

| 27 sierpnia 2011 | Hongkong | 28:7 | Malezja | Yuanshen Stadium, Szanghaj |
| 27 sierpnia 2011 |          | 28:7 |         | Yuanshen Stadium, Szanghaj |

### Grupa D
| 27 sierpnia 2011 | Kazachstan | 29:0 | Sri Lanka | Yuanshen Stadium, Szanghaj |
| 27 sierpnia 2011 |            | 29:0 |           | Yuanshen Stadium, Szanghaj |

| 27 sierpnia 2011 | Chiny | 26:7 | Kazachstan | Yuanshen Stadium, Szanghaj |
| 27 sierpnia 2011 |       | 26:7 |            | Yuanshen Stadium, Szanghaj |

| 27 sierpnia 2011 | Chiny | 41:0 | Sri Lanka | Yuanshen Stadium, Szanghaj |
| 27 sierpnia 2011 |       | 41:0 |           | Yuanshen Stadium, Szanghaj |

## Faza pucharowa

### Cup
|  |                  |                  |              |            |    |                  |                  |            |                   |                   |                   |       |       |
|  | Ćwierćfinały     | Ćwierćfinały     | Ćwierćfinały |            |    | Półfinały        | Półfinały        | Półfinały  |                   |                   | Finał             | Finał | Finał |
|  | Ćwierćfinały     | Ćwierćfinały     | Ćwierćfinały |            |    | Półfinały        | Półfinały        | Półfinały  |                   |                   | Finał             | Finał | Finał |
|  |                  |                  |              |            |    |                  |                  |            |                   |                   |                   |       |       |
|  |                  |                  |              |            |    |                  |                  |            |                   |                   |                   |       |       |
|  | Korea Południowa | Korea Południowa | 36           |            |    |                  |                  |            |                   |                   |                   |       |       |
|  | Korea Południowa | Korea Południowa | 36           |            |    |                  |                  |            |                   |                   |                   |       |       |
|  | Chiny            | Chiny            | 7            |            |    |                  |                  |            |                   |                   |                   |       |       |
|  | Chiny            | Chiny            | 7            |            |    | Korea Południowa | Korea Południowa | 17         |                   |                   |                   |       |       |
|  |                  |                  |              |            |    | Korea Południowa | Korea Południowa | 17         |                   |                   |                   |       |       |
|  |                  |                  | Kazachstan   | Kazachstan | 7  |                  |                  |            |                   |                   |                   |       |       |
|  | Kazachstan       | Kazachstan       | Kazachstan   | Kazachstan | 7  | 12               |                  |            |                   |                   |                   |       |       |
|  | Kazachstan       | Kazachstan       |              |            |    |                  |                  |            |                   |                   |                   |       |       |
|  | Filipiny         | Filipiny         | 5            |            |    |                  |                  |            |                   |                   |                   |       |       |
|  | Filipiny         | Filipiny         | 5            |            |    | Korea Południowa | Korea Południowa | 22         |                   |                   |                   |       |       |
|  |                  |                  |              |            |    |                  | Korea Południowa | 22         |                   |                   |                   |       |       |
|  |                  |                  | Hongkong     | Hongkong   | 17 |                  |                  |            |                   |                   |                   |       |       |
|  | Hongkong         | Hongkong         | Hongkong     | Hongkong   | 17 | 40               |                  |            |                   |                   |                   |       |       |
|  | Hongkong         | Hongkong         |              |            |    |                  |                  |            |                   |                   |                   |       |       |
|  | Tajlandia        | Tajlandia        | 0            |            |    |                  |                  |            |                   |                   |                   |       |       |
|  | Tajlandia        | Tajlandia        | 0            |            |    | Hongkong         | Hongkong         | 26         | Mecz o 3. miejsce | Mecz o 3. miejsce | Mecz o 3. miejsce |       |       |
|  |                  |                  |              |            |    | Hongkong         | Hongkong         | 26         | Mecz o 3. miejsce | Mecz o 3. miejsce | Mecz o 3. miejsce |       |       |
|  |                  |                  | Japonia      | Japonia    | 0  |                  |                  |            |                   |                   |                   |       |       |
|  | Japonia          | Japonia          | Japonia      | Japonia    | 0  | 17               |                  |            |                   |                   |                   |       |       |
|  | Japonia          | Japonia          |              |            |    |                  |                  | Japonia    | Japonia           | 26                |                   |       |       |
|  | Malezja          | Malezja          | 10           |            |    |                  |                  |            | Japonia           | 26                |                   |       |       |
|  | Malezja          | Malezja          | 10           |            |    |                  |                  | Kazachstan | Kazachstan        | 7                 |                   |       |       |
|  |                  |                  |              |            |    |                  |                  |            | Kazachstan        | 7                 |                   |       |       |

| 28 sierpnia 2011 | Korea Południowa | 36:7 | Chiny | Yuanshen Stadium, Szanghaj |
| 28 sierpnia 2011 |                  | 36:7 |       | Yuanshen Stadium, Szanghaj |

| 28 sierpnia 2011 | Kazachstan | 12:5 | Filipiny | Yuanshen Stadium, Szanghaj |
| 28 sierpnia 2011 |            | 12:5 |          | Yuanshen Stadium, Szanghaj |

| 28 sierpnia 2011 | Hongkong | 40:0 | Tajlandia | Yuanshen Stadium, Szanghaj |
| 28 sierpnia 2011 |          | 40:0 |           | Yuanshen Stadium, Szanghaj |

| 28 sierpnia 2011 | Japonia | 17:10 | Malezja | Yuanshen Stadium, Szanghaj |
| 28 sierpnia 2011 |         | 17:10 |         | Yuanshen Stadium, Szanghaj |

| 28 sierpnia 2011 | Korea Południowa | 17:7 | Kazachstan | Yuanshen Stadium, Szanghaj |
| 28 sierpnia 2011 |                  | 17:7 |            | Yuanshen Stadium, Szanghaj |

| 28 sierpnia 2011 | Hongkong | 26:0 | Japonia | Yuanshen Stadium, Szanghaj |
| 28 sierpnia 2011 |          | 26:0 |         | Yuanshen Stadium, Szanghaj |

| 28 sierpnia 2011 | Korea Południowa | 22:17 | Hongkong | Yuanshen Stadium, Szanghaj |
| 28 sierpnia 2011 |                  | 22:17 |          | Yuanshen Stadium, Szanghaj |

| 28 sierpnia 2011 | Japonia | 26:7 | Kazachstan | Yuanshen Stadium, Szanghaj |
| 28 sierpnia 2011 |         | 26:7 |            | Yuanshen Stadium, Szanghaj |

### Plate
|  |           |           |           |                   |   |       |       |       |
|  | Półfinały | Półfinały | Półfinały |                   |   | Finał | Finał | Finał |
|  | Półfinały | Półfinały | Półfinały |                   |   | Finał | Finał | Finał |
|  |           |           |           |                   |   |       |       |       |
|  |           |           |           |                   |   |       |       |       |
|  | Chiny     | Chiny     | 24        |                   |   |       |       |       |
|  | Chiny     | Chiny     | 24        |                   |   |       |       |       |
|  | Filipiny  | Filipiny  | 10        |                   |   |       |       |       |
|  | Filipiny  | Filipiny  | 10        |                   |   | Chiny | Chiny | 31    |
|  |           |           |           |                   |   | Chiny | Chiny | 31    |
|  |           |           | Malezja   | Malezja           | 7 |       |       |       |
|  | Malezja   | Malezja   | Malezja   | Malezja           | 7 | 42    |       |       |
|  | Malezja   | Malezja   |           |                   |   |       |       |       |
|  | Tajlandia | Tajlandia | 0         |                   |   |       |       |       |
|  | Tajlandia | Tajlandia | 0         | Mecz o 3. miejsce |   |       |       |       |
|  |           |           |           |                   |   |       |       |       |
|  |           |           |           |                   |   |       |       |       |
|  |           |           |           |                   |   |       |       |       |
|  | Filipiny  | Filipiny  | 22        |                   |   |       |       |       |
|  | Filipiny  | Filipiny  | 22        |                   |   |       |       |       |
|  | Tajlandia | Tajlandia | 0         |                   |   |       |       |       |
|  | Tajlandia | Tajlandia | 0         |                   |   |       |       |       |

| 28 sierpnia 2011 | Chiny | 24:10 | Filipiny | Yuanshen Stadium, Szanghaj |
| 28 sierpnia 2011 |       | 24:10 |          | Yuanshen Stadium, Szanghaj |

| 28 sierpnia 2011 | Malezja | 42:0 | Tajlandia | Yuanshen Stadium, Szanghaj |
| 28 sierpnia 2011 |         | 42:0 |           | Yuanshen Stadium, Szanghaj |

| 28 sierpnia 2011 | Chiny | 31:7 | Malezja | Yuanshen Stadium, Szanghaj |
| 28 sierpnia 2011 |       | 31:7 |         | Yuanshen Stadium, Szanghaj |

| 28 sierpnia 2011 | Filipiny | 22:0 | Tajlandia | Yuanshen Stadium, Szanghaj |
| 28 sierpnia 2011 |          | 22:0 |           | Yuanshen Stadium, Szanghaj |

### Bowl
|  |                              |                              |                              |                              |   |                 |                 |       |
|  | Półfinały                    | Półfinały                    | Półfinały                    |                              |   | Finał           | Finał           | Finał |
|  | Półfinały                    | Półfinały                    | Półfinały                    |                              |   | Finał           | Finał           | Finał |
|  |                              |                              |                              |                              |   |                 |                 |       |
|  |                              |                              |                              |                              |   |                 |                 |       |
|  | Chińskie Tajpej              | Chińskie Tajpej              | 38                           |                              |   |                 |                 |       |
|  | Chińskie Tajpej              | Chińskie Tajpej              | 38                           |                              |   |                 |                 |       |
|  | Mongolia                     | Mongolia                     | 7                            |                              |   |                 |                 |       |
|  | Mongolia                     | Mongolia                     | 7                            |                              |   | Chińskie Tajpej | Chińskie Tajpej | 17    |
|  |                              |                              |                              |                              |   | Chińskie Tajpej | Chińskie Tajpej | 17    |
|  |                              |                              | Zjednoczone Emiraty Arabskie | Zjednoczone Emiraty Arabskie | 7 |                 |                 |       |
|  | Zjednoczone Emiraty Arabskie | Zjednoczone Emiraty Arabskie | Zjednoczone Emiraty Arabskie | Zjednoczone Emiraty Arabskie | 7 | 12              |                 |       |
|  | Zjednoczone Emiraty Arabskie | Zjednoczone Emiraty Arabskie |                              |                              |   |                 |                 |       |
|  | Sri Lanka                    | Sri Lanka                    | 5                            |                              |   |                 |                 |       |
|  | Sri Lanka                    | Sri Lanka                    | 5                            | Mecz o 3. miejsce            |   |                 |                 |       |
|  |                              |                              |                              |                              |   |                 |                 |       |
|  |                              |                              |                              |                              |   |                 |                 |       |
|  |                              |                              |                              |                              |   |                 |                 |       |
|  | Sri Lanka                    | Sri Lanka                    | 38                           |                              |   |                 |                 |       |
|  | Sri Lanka                    | Sri Lanka                    | 38                           |                              |   |                 |                 |       |
|  | Mongolia                     | Mongolia                     | 5                            |                              |   |                 |                 |       |
|  | Mongolia                     | Mongolia                     | 5                            |                              |   |                 |                 |       |

| 28 sierpnia 2011 | Chińskie Tajpej | 38:7 | Mongolia | Yuanshen Stadium, Szanghaj |
| 28 sierpnia 2011 |                 | 38:7 |          | Yuanshen Stadium, Szanghaj |

| 28 sierpnia 2011 | Zjednoczone Emiraty Arabskie | 12:5 | Sri Lanka | Yuanshen Stadium, Szanghaj |
| 28 sierpnia 2011 |                              | 12:5 |           | Yuanshen Stadium, Szanghaj |

| 28 sierpnia 2011 | Chińskie Tajpej | 17:7 | Zjednoczone Emiraty Arabskie | Yuanshen Stadium, Szanghaj |
| 28 sierpnia 2011 |                 | 17:7 |                              | Yuanshen Stadium, Szanghaj |

| 28 sierpnia 2011 | Sri Lanka | 38:5 | Mongolia | Yuanshen Stadium, Szanghaj |
| 28 sierpnia 2011 |           | 38:5 |          | Yuanshen Stadium, Szanghaj |

## Klasyfikacja końcowa
| Miejsce | Reprezentacja                | Punkty |
| ------- | ---------------------------- | ------ |
| 1       | Korea Południowa             | 12     |
| 2       | Hongkong                     | 11     |
| 3       | Japonia                      | 10     |
| 4       | Kazachstan                   | 9      |
| 5       | Chiny                        | 8      |
| 6       | Malezja                      | 7      |
| 7       | Filipiny                     | 6      |
| 8       | Tajlandia                    | 5      |
| 9       | Chińskie Tajpej              | 4      |
| 10      | Zjednoczone Emiraty Arabskie | 3      |
| 11      | Sri Lanka                    | 2      |
| 12      | Mongolia                     | 1      |